# Сен-Морис-ла-Сутеррен
Сен-Мори́с-ла-Сутерре́н (фр. Saint-Maurice-la-Souterraine) — коммуна во Франции, находится в регионе Лимузен. Департамент коммуны — Крёз. Входит в состав кантона Ла-Сутеррен. Округ коммуны — Гере.
Код INSEE коммуны — 23219.

## Население
Население коммуны на 2010 год составляло 1206 человек.
| 1962 | 1968 | 1975 | 1982 | 1990 | 1999 | 2010 |
| ---- | ---- | ---- | ---- | ---- | ---- | ---- |
| 1309 | 1246 | 1117 | 1082 | 1089 | 1047 | 1206 |

## Экономика
В 2010 году среди 765 человек трудоспособного возраста (15—64 лет) 554 были экономически активными, 211 — неактивными (показатель активности — 72,4 %, в 1999 году было 71,1 %). Из 554 активных жителей работали 508 человек (282 мужчины и 226 женщин), безработных было 46 (20 мужчин и 26 женщин). Среди 211 неактивных 43 человека были учениками или студентами, 98 — пенсионерами, 70 были неактивными по другим причинам.